# Hesperantha vaginata
Hesperantha vaginata är en irisväxtart som först beskrevs av Robert Sweet, och fick sitt nu gällande namn av Peter Goldblatt. Hesperantha vaginata ingår i släktet Hesperantha och familjen irisväxter. Inga underarter finns listade i Catalogue of Life.